# 鋒劍春秋
《鋒劍春秋》，又名《後列國志》、《萬仙鬥法興秦傳》、《萬仙鬥法後列國志》、《後東周鋒劍春秋》，是一部約作於嘉慶初期的中国神魔小说，作者清朝無名氏撰，或謂黃淦撰，與元朝《秦始皇平話》有關。描寫神怪下凡相助秦始皇鯨吞六國，原先隱退的孫臏下山力挽狂瀾拯救齊國，雙方神怪佈陣鬥法的故事。

## 特色
戰國末期，海潮聖人知六國當滅，秦國當興，混成一統，隨差門徒金子陵與王翦下凡助秦。孫臏為報國仇家恨，找來各路神怪以鬥法、鬥寶、鬥陣。角色不只有歷史人物、佛教、道教、民間信仰的神佛仙魔，連小說《西遊記》、《封神榜》文學角色都紛紛出現，各助兩方。孫臏最終由三清道祖說合，忍痛歸山，七國終究一統。
《鋒劍春秋》與《封神榜》類似，但主角卻是欲挽大廈之將傾的悲劇英雄孫臏；另一點不同在於抹煞古典小說中常見的正邪之辨，不僅秦、齊兩方的主帥王翦、孫臏都是正面人物，雙方背後的神仙首領海潮聖人和南極仙翁也無明顯的正邪之別。

## 回目
|  |

- 第一回 秦始皇御駕親征趙廉傑遣將拒敵
- 第二回 破界牌廉傑喪命攻燕城王翦揚威
- 第三回 老都尉燕州盡忠小英雄大堂演武
- 第四回 王翦恃強逢勁敵孫燕破劍闖重圍
- 第五回 孫燕臨淄取救兵沈祥金殿諫勇將
- 第六回 戰王翦樂強喪命敵袁達蒙騰傾生
- 第七回 中寶劍袁達冤亡受亂箭李牧自刎
- 第八回 指迷津毛遂破雲封犯殺戒孫臏下天台
- 第九回 南郡王興兵赴敵孫賽花中寶捐軀
- 第十回 逞寶貝劍誅燕將用魔法石打秦軍
- 第十一回 幻身形戲弄王翦祭水火燒陷秦營
- 第十二回 子陵遣將攻易州孫臏設計破秦敵
- 第十三回 羞大將子陵求救憤前怒叔陽下山
- 第十四回 黃叔陽五路伏兵孫伯齡一旗破法
- 第十五回 叔陽焚香請道友天民作法擺陣圖
- 第十六回 伯齡身陷金沙陣三徒命喪誅仙陣
- 第十七回 闖惡陣孫燕回 營聞信香馬鈴遣子
- 第十八回 白猿藏表誆王禪壽星分貼請仙侶
- 第十九回 土仙二進金沙坑白猿三盜裝仙盒
- 第二十回 南極大破誅仙陣海潮怒授攢天箭
- 第二十一回 中法寶孫臏喪命見柬帖毛遂下山
- 第二十二回 變金霞計騙長眉請盜跖鞭傷王翦
- 第二十三回 二真人中寶歸天廉小姐辭師回 府
- 第二十四回 秀英趙國封皇姑孫臏燕營會侄媳
- 第二十五回 明出葬孫臏定計暗劫喪王翦被擒
- 第二十六回 金蓮奉命助始皇老母順天放王翦
- 第二十七回 斬金蓮秀英弄術敵海潮孫臏化身
- 第二十八回 海潮擺設混元陣毛遂私投地戶坑
- 第二十九回 文通取救上韓國劉邦帶醉踩秦營
- 第三十回 海潮法遣壓神牌孫臏計破混元陣
- 第三十一回 羞敗怒擺鎖地雷救急魔差紙人馬
- 第三十二回 孫臏連破鎖雷陣三教共設平齡會
- 第三十三回 海潮祭炮取燕國孫臏散兵回 臨淄
- 第三十四回 孫臏接母留齊國田英痛父擊秦師
- 第三十五回 巧聯姻田英遇救暗排陣孫臏調兵
- 第三十六回 龔國母連破法寶金子陵幸脫重圍
- 第三十七回 子陵焚香求老祖孫臏作法困毛奔
- 第三十八回 開神書毛奔擺陣現真魂王翦行雷
- 第三十九回 五雷陣陷困孫臏一縷香報知毛遂
- 第四十回 白猿尋仙請道祖襄王金殿接神仙
- 第四十一回 放命星以假混真進秦營弄巧反拙
- 第四十二回 反掌雷毛奔被擒誆神書南極破陣
- 第四十三回 戰南極海潮倚眾放毛奔風火施威
- 第四十四回 孫臏魔法鬧秦營南極大擺聚仙陣
- 第四十五回 法鬥法無當失徒將對將秦氏折兵
- 第四十六回 毛奔命喪臨淄城海潮怒闖聚仙陣
- 第四十七回 美容用術阻秦師海潮再闖聚仙陣
- 第四十八回 怒海潮連失法寶莽鐘罄自踏仙坑
- 第四十九回 眾仙鬥法敗無當五雷施法困南極
- 第五十回 群仙大戰金光陣中華計取削花刀
- 第五十一回 孫臏法盜龍鬚扇東華夜劫鎖仙牢
- 第五十二回 海潮二劫鎖仙牢孫臏故失先天袋
- 第五十三回 海潮三劫鎖仙牢孫臏法遣泥神像
- 第五十四回 孫臏幻術鬧秦營中華大擺森羅陣
- 第五十五回 毛遂被困森羅陣孫臏大鬧五行台
- 第五十六回 南極子八面攻陣東方朔森羅遭殃
- 第五十七回 西方朔陣中搶兄屍觀世音賜瓶救仙命
- 第五十八回 五小主破陣講和南極子開牢釋怨
- 第五十九回 南天門正神說情五遁法無當遭險
- 第六十回 孫臏葬母酬心願秦皇得國應天時

## 改编和衍生作品
在台灣，弘宛然、全西園等布袋戲團常演出此劇。

## 外部連結
- 鋒劍春秋 線上閱讀 （页面存档备份，存于）